# Renier Roidkin
Renier Roidkin (Spa, 2 december 1684 - Dreiborn, 13 maart 1741), ook wel René Roidkin genoemd, was een schilder uit de Zuidelijke Nederlanden.
Hij reisde veel rond, met name in het Rheinland, en schilderde tijdens zijn reizen kastelen, kerken, paleizen en stadsgezichten. Hij werkte met penseel, ganzenveer en inkt, en met potlood. Zijn tekeningen kleurde hij meestal later in. In de periode 1733-1737 maakte Roidkin ongeveer tweehonderd vedute in opdracht van keurvorst Clemens August I van Beieren, ter versiering van het indertijd gebouwde Slot Augustusburg.

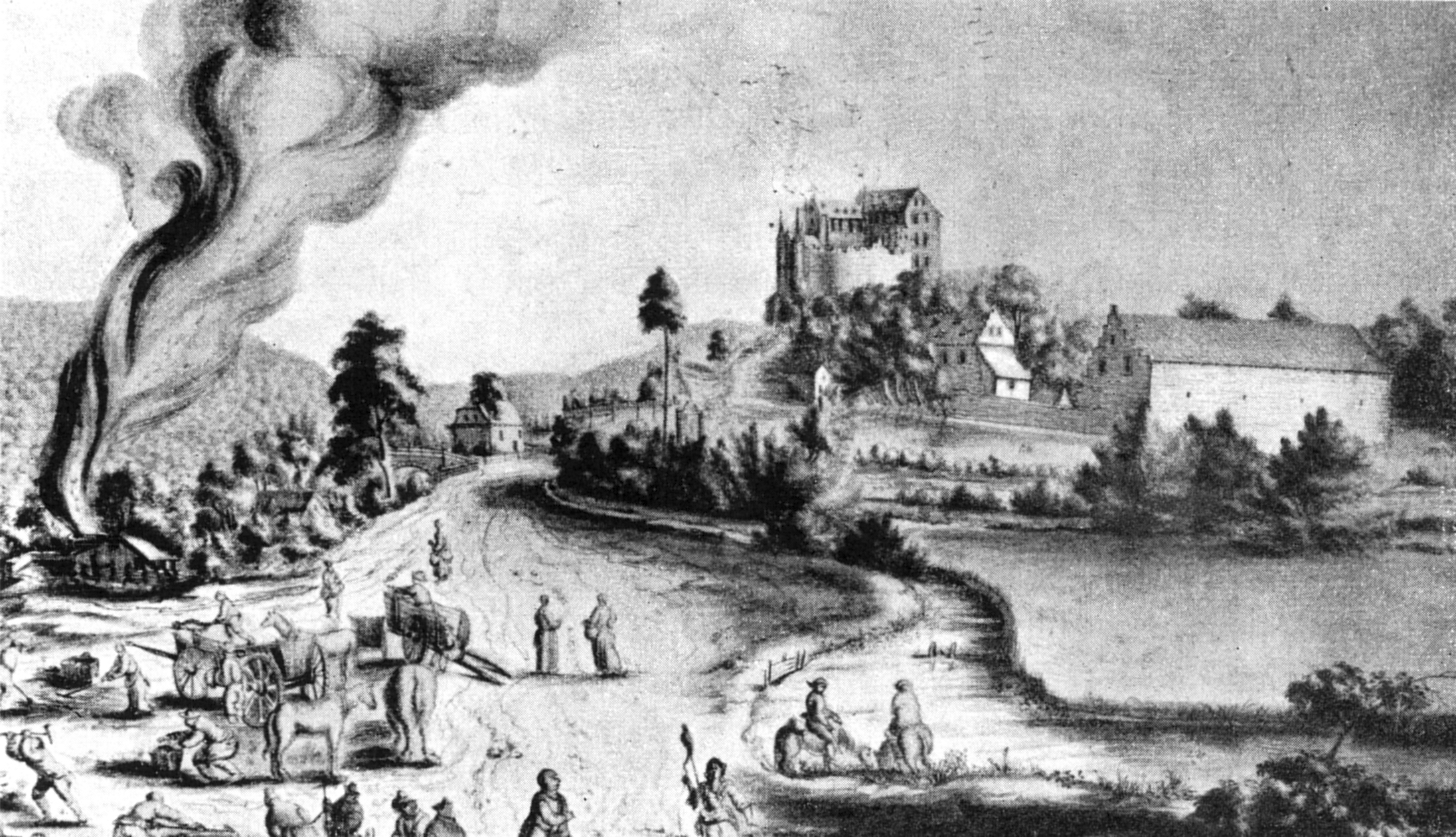
Burcht Herrnstein
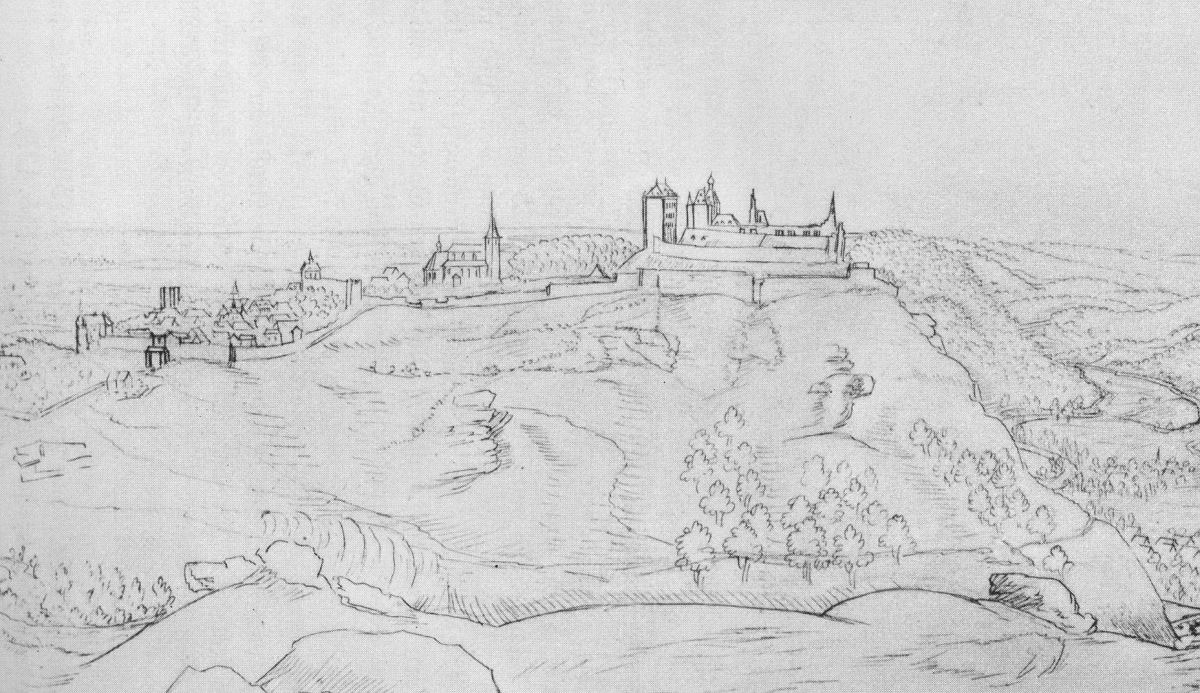
Burcht Nideggen
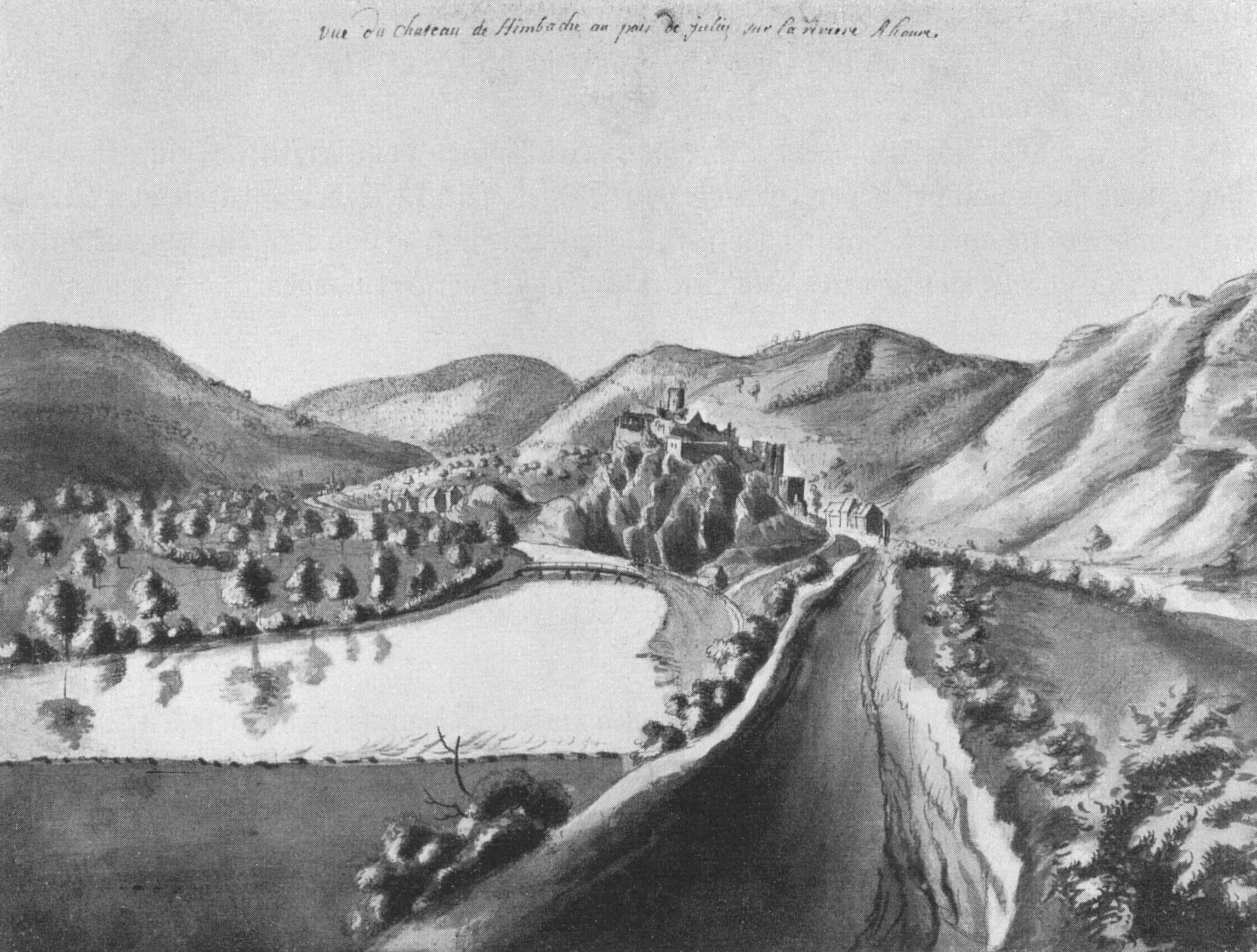
Burcht Hengebach

- Gemeinsame Normdatei: 118837079
- International Standard Name Identifier: 0000 0000 1355 3086
- RKD-Nederlands Instituut voor Kunstgeschiedenis: 322738
- Union List of Artist Names: 500100642
- Virtual International Authority File: 22938615
- WorldCat: E39PBJyMfJMYJjRfmKCrDBm8G3